# Sound Soldier
| Recensione | Giudizio |
| ---------- | -------- |
| AllMusic   |          |

Sound Soldier è il secondo album della cantante canadese Skye Sweetnam. L'album è stato pubblicato il 30 ottobre 2007 in Canada e il 14 febbraio 2008 in Giappone. Il disco non è stato pubblicizzato in Giappone e perciò ha raggiunto solo la posizione #161 delle classifiche, vendendo 950 copie nella prima settimana. L'album non è ancora stato pubblicato negli USA. Il primo singolo estratto è Human, prodotto da The Matrix.

## Tracce
Testi e musiche di Skye Sweetnam, Lauren Christy, Scott Spock e Graham Edwards, eccetto dove indicato.
1. Music Is My Boyfriend – 3:27
2. Human – 3:11
3. Boyhunter (featuring Ak'Sent) – 3:19
4. Ghosts (featuring Tim Armstrong) – 3:13 (Skye Sweetnam, Tim Armstrong)
5. My Favorite Tune – 3:20
6. Scary Love – 3:46
7. (Let's Get Movin') Into Action (featuring Tim Armstrong) – 3:40
8. Cartoon – 3:20
9. Make-Out Song – 3:03
10. Ultra – 3:13
11. Kiss a Girl – 3:31 (Skye Sweetnam, Carsten Schack, Kenneth Karlin)
12. Babydoll Gone Wrong – 3:39

Bonus track per il Giappone
1. Girl Like Me – 3:09 (Skye Sweetnam, Max Martin, Lukasz Gottwald, Shelly Peiken)